# Sergio Álvarez Boulet
Sergio Álvarez Boulet (ur. 11 października 1979 w Matanzas) – kubański sztangista, dwukrotny medalista mistrzostw świata.

## Kariera
Pierwszy sukces osiągnął w 1999 roku, kiedy na igrzyskach panamerykańskich w Winnipeg zdobył złoty medal w wadze koguciej. Rok później wystartował na igrzyskach olimpijskich w Sydney, gdzie zajął piąte miejsce. W rozgrywanych cztery lata później igrzyskach w Atenach nie wziął udziału. Zdobył za to srebrny medal na mistrzostwach świata w Santo Domingo w 2006 roku, osiągając 279 kg. W zawodach tych rozdzielił na podium Chińczyka Li Zhenga i Hoànga Anh Tuấna z Wietnamu. W 2007 roku ponownie zwyciężył na igrzyskach panamerykańskich w Rio de Janeiro, a rok później zajął szóste miejsce na igrzyskach olimpijskich w Pekinie. Kolejny medal wywalczył na mistrzostwach świata w Koyang w 2009 roku, gdzie był trzeci. Wyprzedzili go jedynie dwaj Chińczycy: Long Qingquan i Wu Jingbiao. Ostatni sukces osiągnął w 2011 roku, zdobywając złoto podczas igrzysk panamerykańskich w Guadalajarze. Startował również na igrzyskach olimpijskich w Londynie, jednak spalił wszystkie próby w podrzucie i nie był klasyfikowany.

## Osiągnięcia
| Rok  | Zawody               | Miasto        | Miejsce | Kategoria | Wynik  |
| ---- | -------------------- | ------------- | ------- | --------- | ------ |
| 2000 | Igrzyska olimpijskie | Sydney        | 5       | do 56 kg  | 275 kg |
| 2006 | Mistrzostwa świata   | Santo Domingo | 2       | do 56 kg  | 279 kg |
| 2008 | Igrzyska olimpijskie | Pekin         | 6       | do 56 kg  | 272 kg |
| 2009 | Mistrzostwa świata   | Goyang        | 3       | do 56 kg  | 274 kg |